# Valerij Lejbin
Valerij Moisejevič Lejbin (rusky Вале́рий Моисе́евич Ле́йбин, * 8. března 1942 v Kirovské oblasti) je sovětský a ruský filosof, psychoanalytik, vysokoškolský pedagog, doktor filosofických věd, profesor. V letech 1975–2018 působil jako vědecký pracovník Filozofického ústavu Ruské akademie věd. Je jedním z deseti nejznámějších psychoanalytiků Ruska podle „Psychologických novin“.

## Odborné publikace
- Лейбин В. М. Словарь-справочник по психоанализу. — СПб.: Питер, 2001. — 688 с.
- Лейбин В. М. Психоанализ. Учебник. — СПб.: Питер, 2002. — 576 с.

### Překlady do češtiny
- LEJBIN, Valerij. Psychoanalýza a filozofie neofreudismu (původním názvem: Психоанализ и философия неофрейдизма, Psichoanaliz i filosofija něofrejdizma). Překlad : Věra Urbánková; ilustrace : Miloslav Fulín (autor obálky). 1. vyd. Praha: Svoboda, 1979. 234 s. (Kritika buržoazní ideologie a revizionismu).
- LEJBIN, Valerij. Římský klub a jeho ideje : kritická analýza (původním názvem: «Модели мира» и образ человека : Критический анализ идей Римского клуба, "Modeli mira" i obraz čeloveka). Překlad : Věra Urbánková. 1. vyd. Praha: Svoboda, 1985. 254 s.

Sborníky
- Buržoazní filozofie 20. století (původním názvem: Буржуазная философия ХХ века). Redakce : L. N. Mitrochin, Teodor Ojzerman, L. N. Šeršenko; překlad : Zora Rozehnalová; ilustrace : Josef Hamza (autor obálky); knihu připravil odbor Filozofického ústavu Akademie věd SSSR pro kritiku moderní buržoazni filosofie západních zemí. 1. vyd. Praha: Svoboda, 1977. 364 s. Kapitola „Klasická psychoanalýza a neofreudismus“, autor Valerij Lejbin, s. 198–233.